# Uvaria griffithii
Uvaria griffithii este o specie de plante angiosperme din genul Uvaria, familia Annonaceae, descrisă de L. L. Zhou, Y. C. F. Su și Richard M.K. Saunders. Conform Catalogue of Life specia Uvaria griffithii nu are subspecii cunoscute.